# Plumularia aurita
Plumularia aurita är en nässeldjursart som beskrevs av V.S. Bale 1888. Plumularia aurita ingår i släktet Plumularia och familjen Plumulariidae. Inga underarter finns listade i Catalogue of Life.